# 4749 Ledzeppelin
A 4749 Ledzeppelin (ideiglenes jelöléssel (4749) 1989 WE1) a Naprendszer kisbolygóövében található aszteroida. N. Kawasato fedezte fel 1989. november 22-én.